# Władysław Bieńkowski

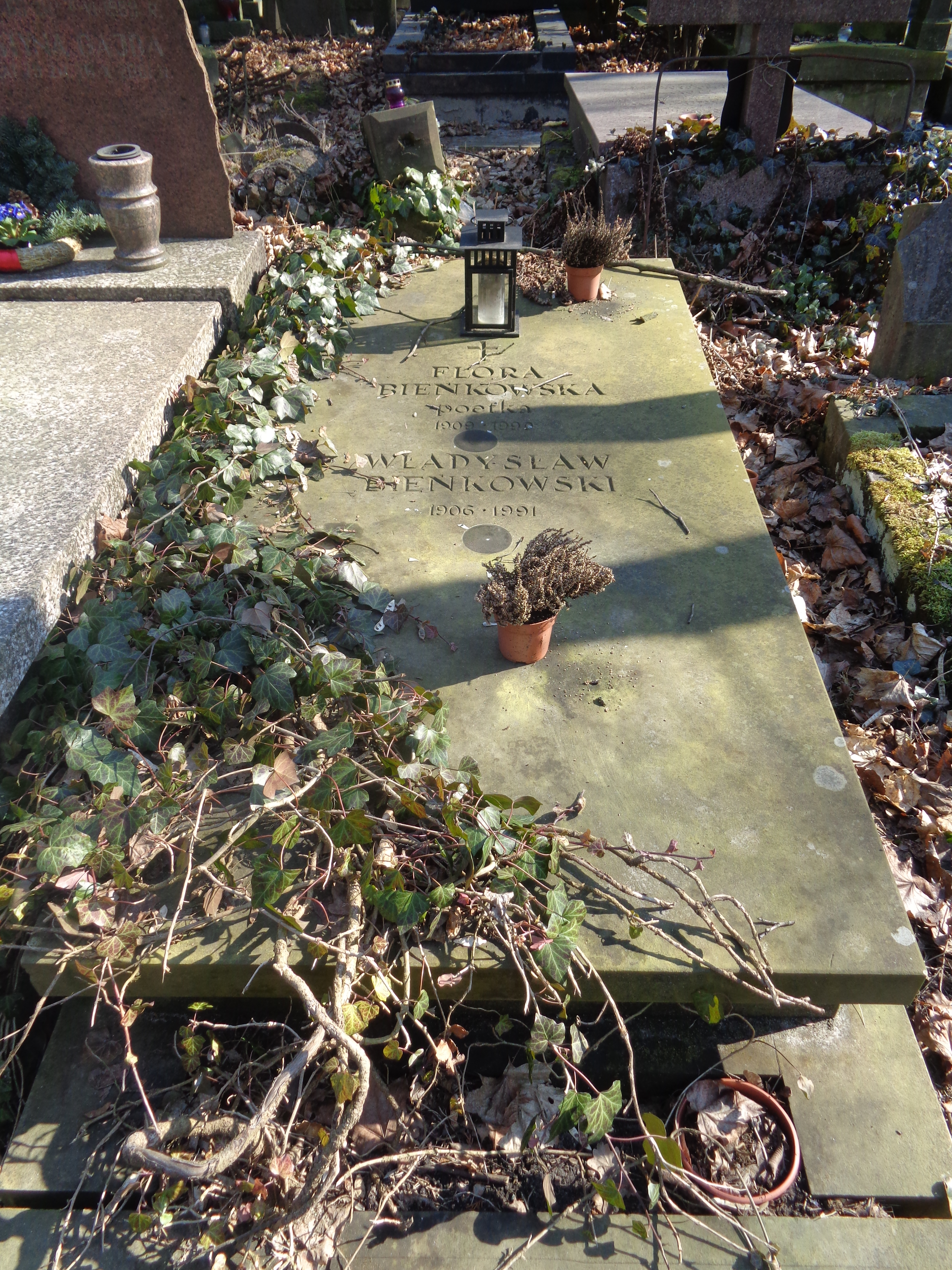
Nagrobek Władysława Bieńkowskiego na cmentarzu Powązkowskim w Warszawie

Władysław Bieńkowski, ps. „Kwiek”, „Nartowski” (ur. 17 marca 1906 w Łodzi, zm. 15 kwietnia 1991 w Warszawie) – polski publicysta, socjolog i polityk, w latach 1945–1946 podsekretarz stanu w Ministerstwie Oświaty, w latach 1948–1956 dyrektor Biblioteki Narodowej, w latach 1956–1959 minister oświaty, poseł do Krajowej Rady Narodowej, na Sejm Ustawodawczy oraz na Sejm PRL II, III i IV kadencji, współpracownik Komitetu Obrony Robotników.

## Działalność
Urodził się w Łodzi w rodzinie robotniczej, od 1928 mieszkał w Warszawie. Był absolwentem Uniwersytetu Warszawskiego – w latach 1926–1934 studiował tam – z przerwami – polonistykę, historię i filozofię. W latach 1929–1939 był kierownikiem biblioteki Monopolu Spirytusowego. Od 1930 do 1936 był działaczem Organizacji Młodzieży Socjalistycznej „Życie” i Komunistycznego Związku Młodzieży Polski. Współpracował z Komunistyczną Partią Polski. W czasie II wojny światowej był nauczycielem w zachodniej Białorusi (1939–1940), pracował nad podręcznikiem historii literatury polskiej we Lwowie (od 1940 do 1941), był pracownikiem umysłowym w przedsiębiorstwie transportowym w Warszawie (1942–1944), a także redaktorem pism konspiracyjnych: „Literatury Walczącej i Przełomu” (1942), „Głosu Warszawy” (1943), „Trybuny Wolności” oraz w 1943 członkiem Centralnej Redakcji Polskiej Partii Robotniczej (współtworzył partię w 1942). Od 1942 do 1945 członek Gwardii Ludowej i Armii Ludowej, otrzymał stopień podpułkownika.
W latach 1945–1946 był podsekretarzem stanu w Ministerstwie Oświaty. Od 13 listopada 1956 do 27 października 1959 był ministrem tego resortu w rządach Józefa Cyrankiewicza. W latach 1948–1956 był dyrektorem Biblioteki Narodowej. Od 1955 do 1962 związany z Klubem Krzywego Koła. Był członkiem Ogólnopolskiego Komitetu Frontu Jedności Narodu.
Od 1945 do 1947 był członkiem Komitetu Centralnego PPR (od 1946 jednocześnie kierownikiem wydziału propagandy i członkiem sekretariatu, w którym ponownie zasiadał w 1948). Następnie – do 1970 – należał do Polskiej Zjednoczonej Partii Robotniczej. Delegat na III Zjazd PZPR w 1959. Pełnił mandat posła do Krajowej Rady Narodowej, na Sejm Ustawodawczy oraz na Sejm PRL II, III i IV kadencji.
Przez około 10 lat (do 1970) był wiceprzewodniczącym Państwowej Rady Ochrony Przyrody. 20 sierpnia 1980 podpisał apel 64 uczonych, pisarzy i publicystów do władz komunistycznych o podjęcie dialogu ze strajkującymi robotnikami.
Był mężem Flory Bieńkowskiej z domu Zaborowskiej, ojcem Ewy i Andrzeja.
Zmarł w Warszawie, spoczywa na cmentarzu Powązkowskim (kwatera 279-4-27).

## Poglądy
Władysław Bieńkowski podczas wojny był jednym z ideologów i organizatorów PPR i powstałej w 1943 KRN, a także redaktorem prasy komunistycznej.
W 1959 odszedł z Ministerstwa Oświaty w proteście przeciwko usunięciu religii ze szkół. W latach 60. stał się krytykiem realnego socjalizmu. Zaczął publikować w wydawnictwach emigracyjnych, za co w 1970 został usunięty z PZPR. Po 1976 stał się współpracownikiem Komitetu Obrony Robotników oraz KSS KOR i w 1978 członkiem założycielem Towarzystwa Kursów Naukowych.

## Wybrane publikacje
- Nauka o Polsce współczesnej (1948),
- O pseudo-nauce bibliologii i o najpilniejszych zadaniach bibliografii (1953),
- Rewolucji ciąg dalszy (1957),
- Motory i hamulce socjalizmu (1968)[10],
- Socjologia klęski. Dramat gomułkowskiego czternastolecia (1971)[11],
- Drogi wyjścia (1971)[12],
- Socjalizm po 60 latach (1978)[13],
- Zrozumieć społeczeństwo (1988)[14].

## Ordery i odznaczenia
- Order Sztandaru Pracy I klasy (1959)[15]
- Order Krzyża Grunwaldu II klasy (19 lipca 1946)[16]
- Warszawski Krzyż Powstańczy (1986)[17]
- Medal za Warszawę 1939–1945 (17 stycznia 1946)[18]
- Medal 10-lecia Polski Ludowej (19 stycznia 1955)[19]
- Medal 40-lecia Polski Ludowej (1985)[20]
- Medal Zwycięstwa i Wolności 1945
- Medal Komisji Edukacji Narodowej (1967)[21]
- Odznaka 1000-lecia Państwa Polskiego (1966)[22]
- Złota odznaka honorowa „Za Zasługi dla Warszawy” (1964)[23]
- Pamiątkowy Medal z okazji 40. rocznicy powstania Krajowej Rady Narodowej (1983)[24]